# Státní poznávací značky v Chorvatsku

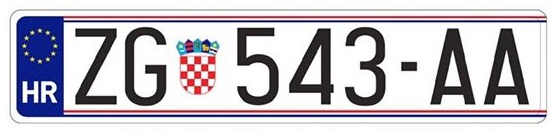
Vzhled chorvatských SPZ

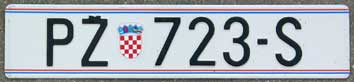
Chorvatská státní poznávací značka s diakritikou (Požega)

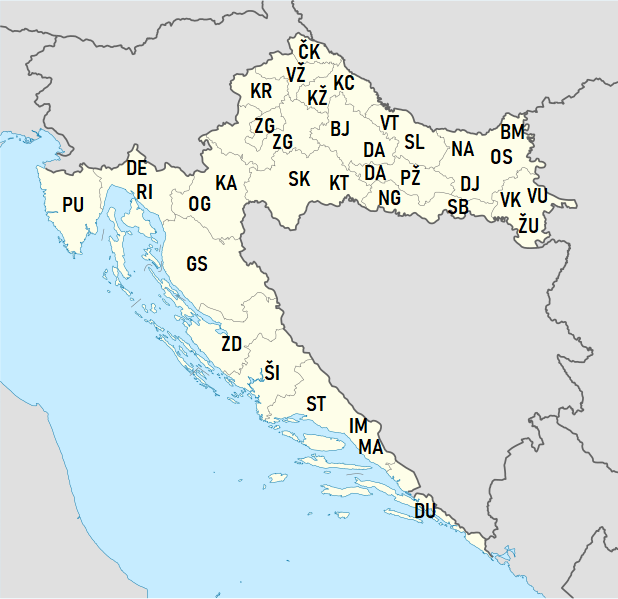
Mapa kódů oblastí (užívaných na SPZ)

Toto je seznam možných státních poznávacích značek v Chorvatsku.
Běžné chorvatské značky mají bílý podklad, na kterém je černým písmem označena dvěma písmeny nejprve oblast, v které je auto registrováno, poté chorvatský znak a poznávací kód. Registrační značky jsou tak ve formátu XX-000-A, XX-000-AA, XX-0000-A nebo XX-0000-AA. Chorvatské poznávací značky jsou také výjimečné v tom, že se v kódech některých oblastí používá i diakritika (např. ČK pro Čakovec).
Pro označení oblastí se používají následující kódy:
- BJ – Bjelovar, Čazma, Garešnica
- BM – Beli Manastir
- ČK – Čakovec, Mursko Središće, Prelog
- DA – Daruvar, Grubišno Polje, Lipik, Pakrac
- DE – Delnice, Čabar
- DJ – Đakovo
- DU – Dubrovník, Korčula, Metković, Opuzen, Ploče
- GS – Gospić, Novalja, Otočac, Senj
- IM – Imotski
- KA – Karlovac, Duga Resa, Slunj, Ozalj
- KC – Koprivnica, Đurđevac
- KR – Krapina, Donja Stubica, Klanjec, Oroslavje, Pregrada, Zabok, Zlatar
- KT – Kutina, Novska, Popovača
- KŽ – Križevci
- MA – Makarska, Vrgorac
- NA – Našice, Donji Miholjac
- NG – Nova Gradiška
- OG – Ogulin
- OS – Osijek, Belišće, Valpovo
- PU – Pula, Buje, Buzet, Labin, Novigrad, Pazin, Poreč, Rovinj, Umag, Vodnjan
- PŽ – Požega, Kutjevo, Pleternica
- RI – Rijeka, Bakar, Cres, Crikvenica, Kastav, Kraljevica, Krk, Mali Lošinj, Novi Vinodolski, Opatija, Rab, Vrbovsko
- SB – Slavonski Brod
- SK – Sisak, Glina, Hrvatska Kostajnica, Petrinja
- SL – Slatina, Orahovica
- ST – Split, Hvar, Komiža, Kaštela, Omiš, Sinj, Solin, Stari Grad, Supetar, Trilj, Trogir, Vis, Vrlika
- ŠI – Šibenik, Drniš, Knin, Skradin, Vodice
- VK – Vinkovci, Otok
- VT – Virovitica
- VU – Vukovar, Ilok
- VŽ – Varaždín, Ivanec, Lepoglava, Ludbreg, Novi Marof, Varaždinske Toplice
- ZD – Zadar, Benkovac, Biograd na Moru, Nin, Obrovac, Pag
- ZG – Záhřeb, Dugo Selo, Ivanić Grad, Jastrebarsko, Samobor, Sesvete, Sveta Nedelja, Sveti Ivan Zelina, Velika Gorica, Vrbovec, Zaprešić
- ŽU – Županja